# دریپر (داکوتای جنوبی)
دریپر(به انگلیسی: Draper) شهری در ایالت داکوتای جنوبی کشور ایالات متحده آمریکا است که جمعیت آن در سرشماری سال ۲۰۱۰ میلادی، ۸۲ نفر بوده‌است.